# ضرب الفلقة

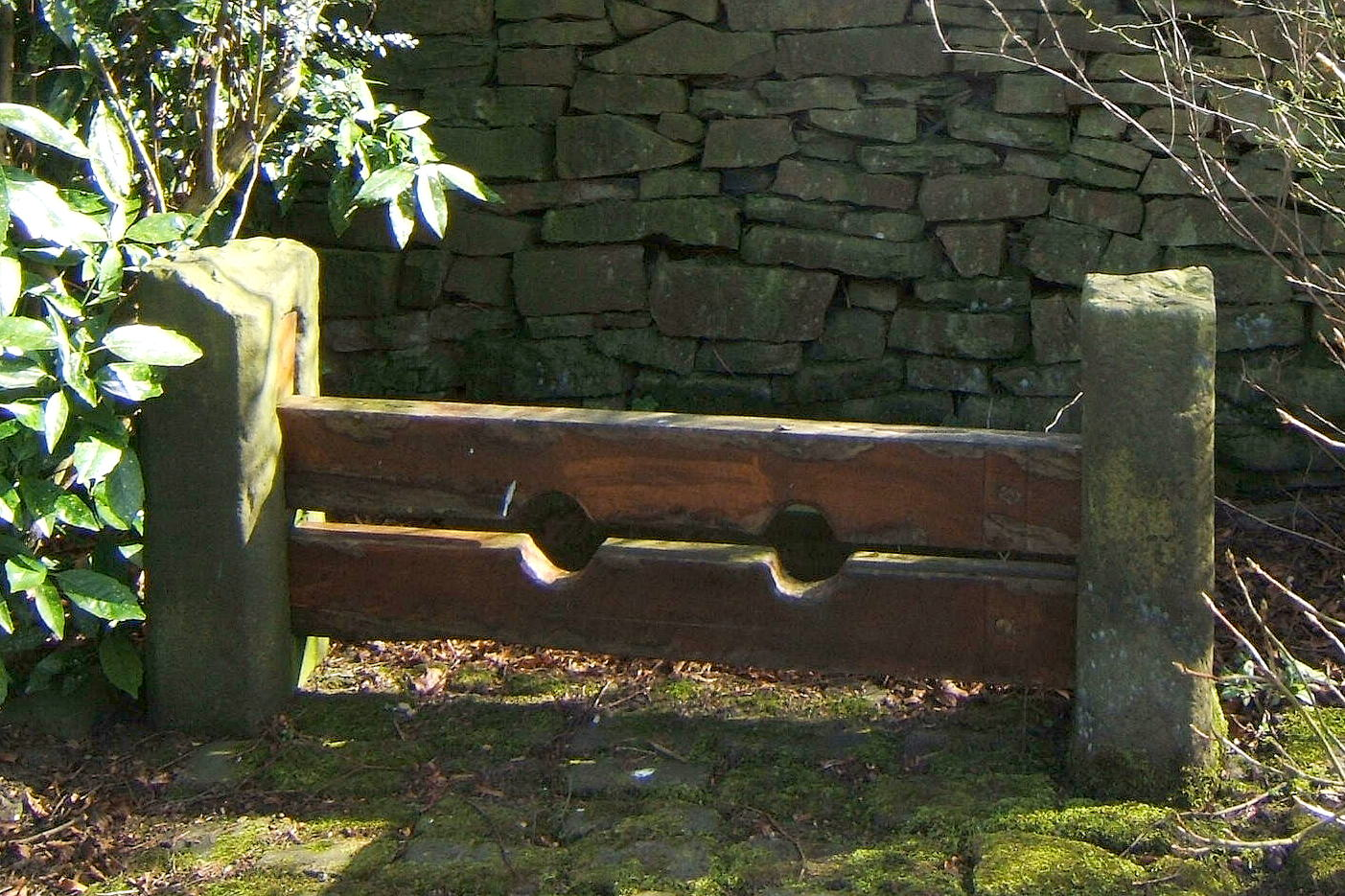
فلقة العقاب في قرية في إنجلترا.

ضرب الفلقة والفلكة هو ضرب باستعمال أداة كانت تستخدم قديمًا للعقاب والتعذيب. وهي إطار من الخشب بفتحتين، تُوضع فيهما ساقا الشخص المراد عقابه وأحيانًا يوضع ساعداه في الفلقة. يوضع الأشخاص المراد عقابهم في الفلقة للجنح البسيطة، لفترات تتراوح بين بضع ساعات وعدة أيام. وكانت الفلقة شائعة الاستعمال للعقاب في القرون الوسطى في أوروبا، ومستعمرة أمريكا وأنحاء أخرى. استمر استعمالها حتى أوائل القرن التاسع عشر الميلادي، وربما استعملت إلى وقت قريب في بعض البلدان. ويمكن أيضا جلد «المفلوق» على باطن رجليه بسوط أو عصا أو ما شابه و تستعمل الفلقة أيضا في السجون من أجل تحسين سلوك المتمردين من السجناء أو لانتزاع الاعترافات القسرية منهم خاصة في البلدان العربية